# Xã Kellogg, Quận Beadle, South Dakota
Xã Kellogg (tiếng Anh: Kellogg Township) là một xã thuộc quận Beadle, tiểu bang Nam Dakota, Hoa Kỳ. Năm 2010, dân số của xã này là 59 người.